# Femøren
Femøren – stacja metra w Kopenhadze, na linii M2. Zlokalizowana jest pomiędzy stacjami Amager Strand oraz Kastrup. Została otwarta 28 września 2007. Znajduje się w 3 strefie biletowej.
Stacja posiada parking rowerowy.